# Tegola dolce
Le tegole valdostane (in francese tuiles valdôtaines o tuiles aostoises - pronuncia /tɥil/) sono dei dolci a cialda tipici della Valle d'Aosta.

## Storia
Le tegole sono introdotte nell'anno 1930 dai pasticceri aostani Boch a seguito di un viaggio in Normandia, alla cui cucina si ispira la ricetta di questo dolce.

## Varianti
Le tegole valdostane possono essere ricoperte di cioccolato.